# Valnontey (plaats)
Valnontey is een Italiaanse plaats gelegen in de Grajische Alpen in de regio Aostadal. Het is een frazione in de gemeente Cogne in het Valnontey-dal op 1667 meter hoogte.
De plaats ligt in het Nationaal park Gran Paradiso en is zeer toeristisch. Naast 2 campings zijn er meerdere hotels en restaurants en een kleine winkel. De grote parkeerplaatsen rond het dorp raken 's zomers overvol van mensen die vaak één en dezelfde wandeling maken: naar Rifugio Vittorio Sella. 's Winters kan er gelanglauft worden. Door het dorp loopt de Valnontey-stroom. Het dorp is bereikbaar door een asfaltweg vanuit Cogne. Ook verbindt een breed wandelpad Valnontey met Cogne.